# 北浦和

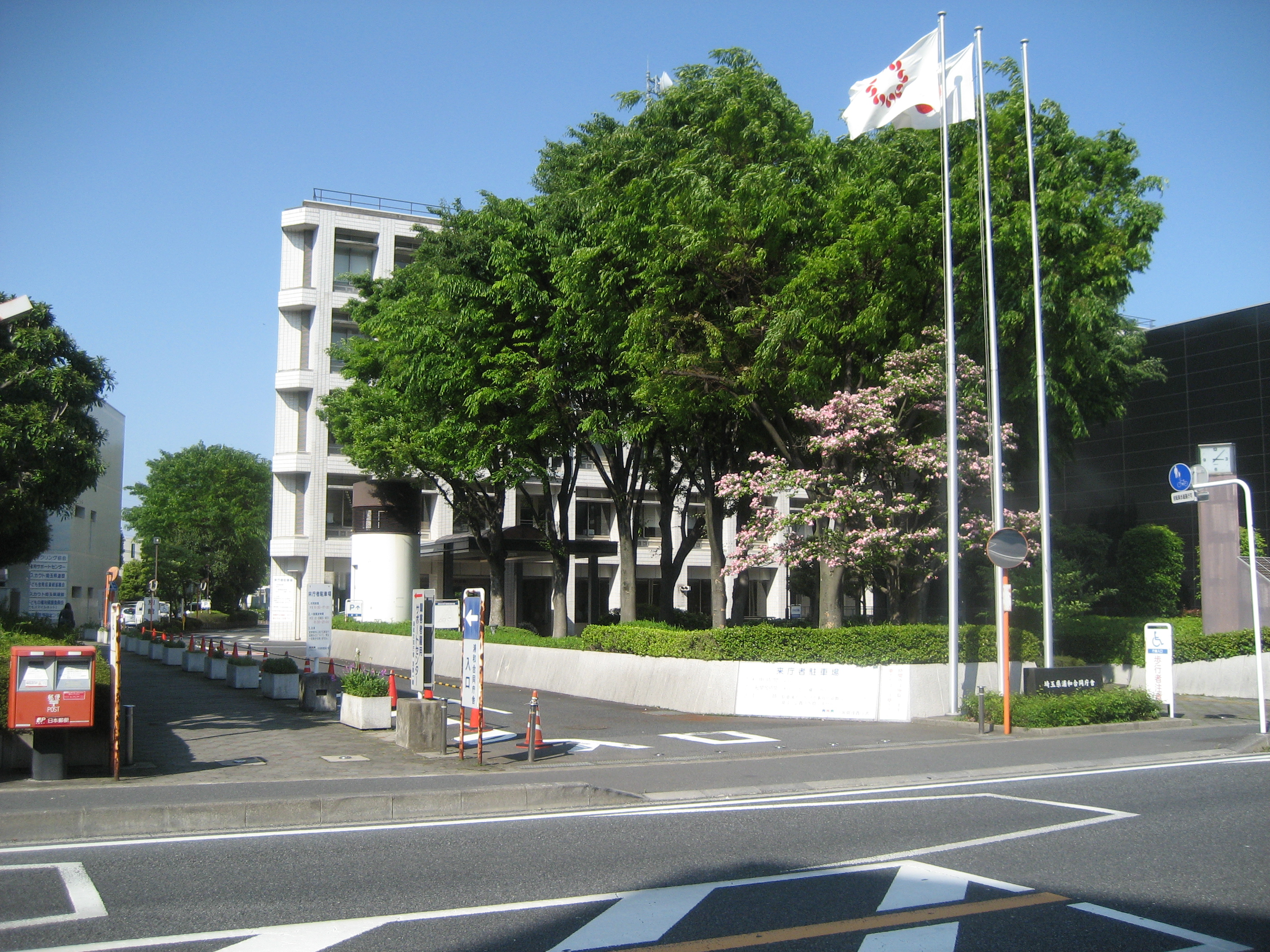
浦和合同庁舎

北浦和（きたうらわ）は、埼玉県さいたま市浦和区の町名。現行行政地名は北浦和一丁目から北浦和五丁目。郵便番号は330-0074。

## 地理
さいたま市浦和区北東部の大宮台地上に位置する。町の南部に北浦和駅がある。駅前には商業施設が建ち、周辺部には住宅地や高層マンションが建てられている。北浦和駅は埼玉県立浦和高等学校やさいたま市立浦和高等学校などの最寄りであるほか、同駅西口と埼玉大学を結ぶバスもあるため、学生で賑わう。浦和エリアは文教都市として住宅地需要が高く、当駅周辺も近年高層マンションが相次いで建設されている。

### 地価
住宅地の地価は、2022年（令和4年）1月1日の公示地価によれば、北浦和一丁目5-12の地点で37万8000円/m2となっている。

## 歴史
もとは針ヶ谷村の一部であった。合併によって木崎村の大字、浦和町の大字となり、1934年の市制施行によって浦和市大字針ヶ谷となる。
- 1943年（昭和18年） - 大字針ヶ谷、大字領家の一部から針ヶ谷町一丁目〜四丁目と北浦和町一丁目〜五丁目になる[5]。これは住居表示とは別の町名変更である。
- 1951年（昭和26年） - 県営北浦和住宅が完工する[5]。
- 1962年（昭和37年） - 現在の北浦和3丁目4（名古谷ビル）の場所に、全国3店舗目となるイトーヨーカドー北浦和店が開店（当時はヨーカ堂）。その後閉店。
- 1964年（昭和39年） - 北浦和第二郵便局が開局する[5]。
- 1967年（昭和42年）9月1日 - 北浦和町一丁目から五丁目が住居表示の実施により、北浦和一丁目〜五丁目になる[6]。
- 2001年（平成13年）5月1日 - 浦和市が大宮市、与野市と合併しさいたま市となり、さいたま市の大字となる。
- 2003年（平成15年）4月1日 - さいたま市が政令指定都市に移行し、さいたま市浦和区の大字となる。

## 世帯数と人口
2017年（平成29年）9月1日現在の世帯数と人口は以下の通りである。
| 丁目         | 世帯数    | 人口     |
| ------------ | --------- | -------- |
| 北浦和一丁目 | 1,565世帯 | 3,085人  |
| 北浦和二丁目 | 1,187世帯 | 2,447人  |
| 北浦和三丁目 | 1,344世帯 | 2,617人  |
| 北浦和四丁目 | 243世帯   | 395人    |
| 北浦和五丁目 | 1,644世帯 | 3,909人  |
| 計           | 5,983世帯 | 12,453人 |

## 小・中学校の学区
市立小・中学校に通う場合、学区（校区）は以下の通りとなる。
| 丁目         | 番地   | 小学校                   | 中学校                 |
| ------------ | ------ | ------------------------ | ---------------------- |
| 北浦和一丁目 | 全域   | さいたま市立北浦和小学校 | さいたま市立本太中学校 |
| 北浦和二丁目 | 全域   | さいたま市立北浦和小学校 | さいたま市立本太中学校 |
| 北浦和三丁目 | 全域   | さいたま市立北浦和小学校 | さいたま市立本太中学校 |
| 北浦和四丁目 | 全域   | さいたま市立常盤小学校   | さいたま市立常盤中学校 |
| 北浦和五丁目 | 1〜8番 | さいたま市立常盤小学校   | さいたま市立常盤中学校 |
| 北浦和五丁目 | その他 | さいたま市立常盤北小学校 | さいたま市立常盤中学校 |

## 交通

### 鉄道
東北本線と武蔵野線大宮支線が通り、前者の電車線である京浜東北線の電車が停車する北浦和駅がある。同線は列車線（旅客案内上は宇都宮線（東北線）、高崎線、上野東京ライン）と貨物線（旅客案内上は湘南新宿ライン）が並行しているがホームはない。また、武蔵野線の駅はなく、同線は町内は全区間地下を通っている。

### 道路
- 国道17号（中山道）
- 国道463号（中山道・埼大通り） - 同国道が経由する北浦和駅入口交差点の一部が町内にある。
- 埼玉県道65号さいたま幸手線（旧中山道・浦高通り）
- 埼玉県道164号鴻巣桶川さいたま線（旧中山道）
- 埼玉県道118号北浦和停車場線
- 東通り[8]
- 平和通
- 北宿通
- 天王川遊歩道 - 暗渠化された藤右衛門川を整備したもの

## 寺社
- 廓信寺（三丁目）

## 施設
- 北浦和駅前に位置する地区のため、数多くの商業施設や民間施設が立地する。

一丁目
- さいたま市立北浦和図書館
- 北浦和ターミナルビル
- 埼玉りそな銀行北浦和支店
- 埼玉県信用金庫北浦和支店
- 武蔵野銀行
- 埼玉県サッカー協会

二丁目
- さいたま市立北浦和小学校
- 北浦和公民館 - 1947年（昭和22年）3月に設置された北浦和西武公民館と、1953年（昭和28年）11月に設置された北浦和東部公民館が統合し、1984年（昭和59年）4月に現在地に設立された。
- 北浦和二郵便局
- 北浦和東部児童遊園
- 北浦和東公園

三丁目
- マルエツ（北浦和が発祥の地である）
- 厚徳幼稚園
- 北浦和三丁目自治会館
- うらわライトハウス保育園

四丁目
- 埼玉メディカルセンター
- 埼玉県立大学大学院サテライトキャンパス
- 東京電力パワーグリッド埼玉総支社
- 埼玉りそな銀行北浦和西口支店

五丁目
- 埼玉県浦和合同庁舎
  - さいたま県税事務所
- 日本年金機構 北関東・信越ブロック本部
- 浦和年金事務所
- 国際交流基金日本語国際センター
- 浦和区中部圏域地域包括支援センター
- 北浦和西公園
- 北浦和五丁目第一公園
- 北浦和五丁目第二公園
- 北浦和五丁目第三公園